# Comuna de Blachownia
Blachownia (polaco: Gmina Blachownia) é uma gminy (comuna) na Polónia, na voivodia de Silésia e no condado de Częstochowa. A sede do condado é a cidade de Blachownia.
De acordo com os censos de 2004, a comuna tem 13 383 habitantes, com uma densidade 199,1 hab/km².

## Área
Estende-se por uma área de 67,21 km², incluindo:
- área agricola: 34%
- área florestal: 55%

## Demografia
Dados de 30 de Junho 2004:
|                      | Total   | Total | Mulheres | Mulheres | Homens  | Homens |
| -------------------- | ------- | ----- | -------- | -------- | ------- | ------ |
|                      | pessoas | %     | pessoas  | %        | pessoas | %      |
| População            | 13 383  | 100   | 7103     | 53,1     | 6280    | 46,9   |
| Densidade (pop./km²) | 199,1   | 100   | 105,7    | 105,7    | 93,4    | 93,4   |

De acordo com dados de 2002, o rendimento médio per capita ascendia a 1028,7 zł.

## Comunas vizinhas
- Częstochowa, Herby, Konopiska, Wręczyca Wielka